# Schwimmschnee

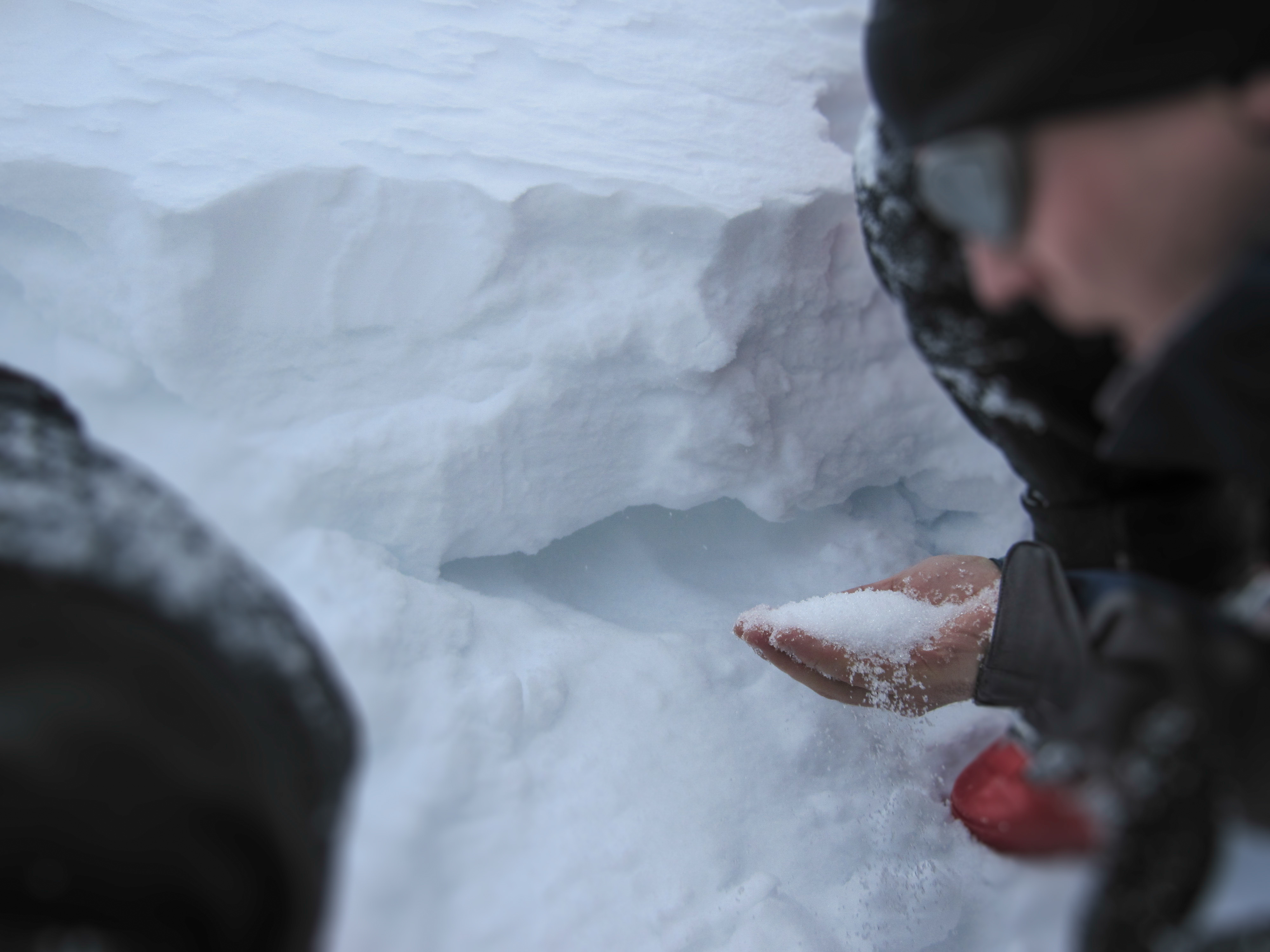
Schwimmschnee

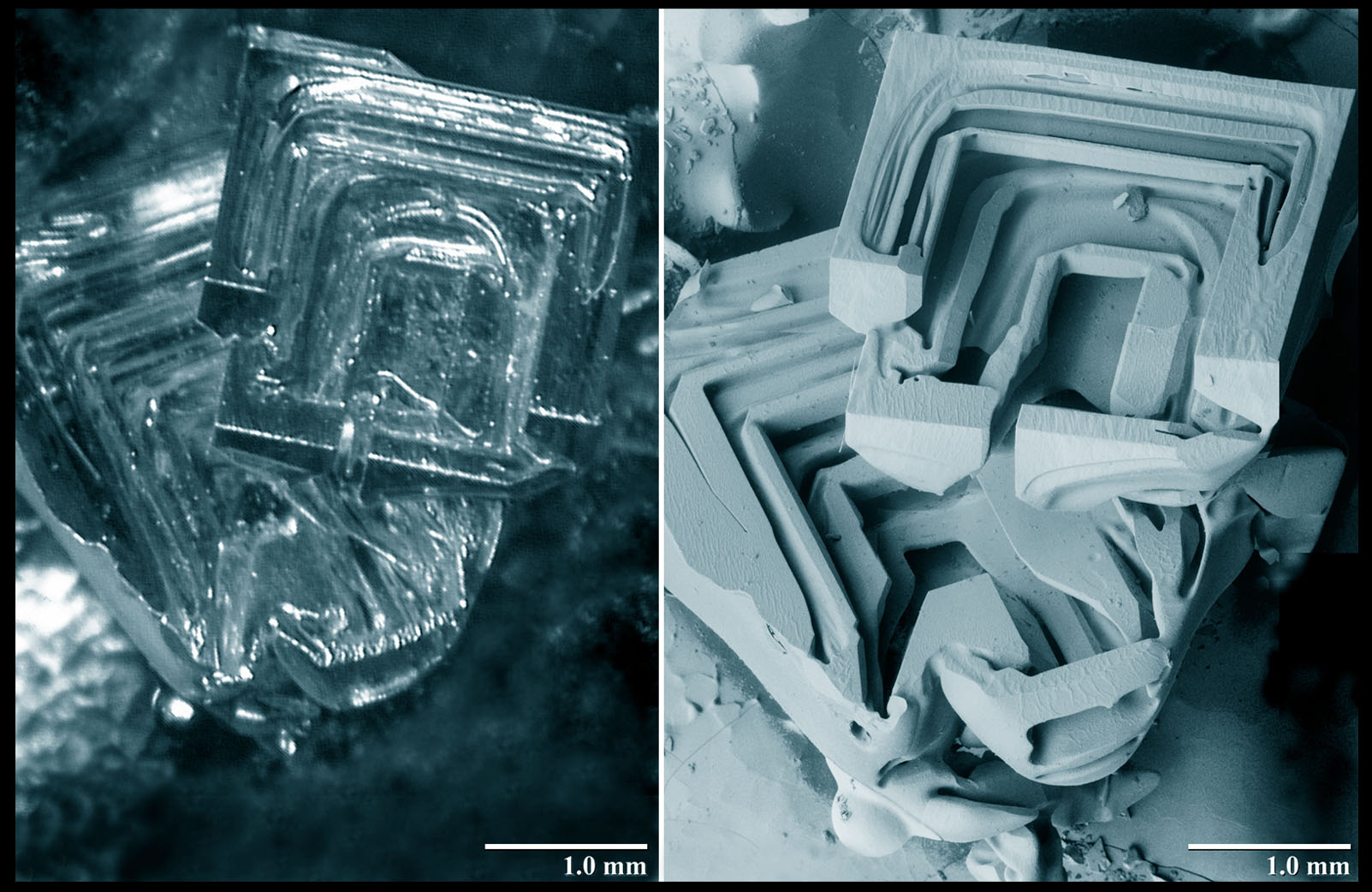
Kristalle unter Licht- und unter Rasterelektronenmikroskop

Schwimmschnee (auch Tiefenreif genannt, englisch: depth hoar) ist ein Typus Schnee mit besonderer Kristallform, der im Zuge der aufbauenden Umwandlung entsteht. Er ist ein wesentlicher und besonders tückischer Faktor bei der Bildung von Schneebrettlawinen.

## Entstehung
Frisch gefallener Neuschnee weist die klassischen Schneekristalle in ihrer hexagonalen Struktur auf. Abhängig von verschiedenen Faktoren, u. a. Temperatur und Sonnenexposition, wandeln diese sich mehr oder minder schnell in grobkörnige Altschneekristalle um, die sich durch einen guten Verbund und eine entsprechende Festigkeit auszeichnen (dieser Vorgang wird als abbauende Umwandlung bezeichnet). Unter anderem aus diesem Grund nimmt die Lawinengefahr in der Regel einige Tage nach dem letzten Schneefall in den meisten Expositionen deutlich ab.
Wenn der Temperaturgradient in der Schneedecke ca. 0,25 °C / cm übersteigt, wandeln sich die grobkörnigen Altschneekristalle erneut um und bilden die charakteristischen Kelchformen (Becherkristalle) des Schwimmschnees. Dieser Prozess wird insbesondere durch einen inhomogenen Schichtaufbau gefördert, da harte Schneeschichten mit ihrer größeren Anzahl Eiskristalle wärmeleitfähiger sind. Beispielsweise kommt es unter kalten Harschschichten zu besonders starken Temperatursprüngen, wodurch der darunter liegende, wärmere Schnee zu Schwimmschnee aufgebaut wird.

## Bedeutung für Lawinen
Schwimmschnee hat aufgrund seiner Kristallstruktur einen schlechten oder gar keinen inneren Verbund. Deshalb rieselt er ähnlich wie Zucker, wenn er aus der Hand gestreut wird, und ergibt die Gleitschicht für ein mögliches Schneebrett: die darüber liegenden Schichten können auf der instabilen Schicht aus Schwimmschnee abgleiten (sie "schwimmen"). Gerade bei der typischen Kombination aus Schwimmschnee unter Harsch kann insbesondere die Harschschicht extreme Kräfte übertragen, so dass hier Schneebretter von gigantischen Ausmaßen entstehen können.
Die besondere Gefahr von Schwimmschnee gegenüber anderen potentiellen Gleitschichten wie eingeschneitem Raureif besteht darin, dass er nachträglich entsteht; dadurch kann ein bereits sicherer Hang später erneut lawinengefährdet sein. Auch ist das Vorliegen von Bedingungen, unter denen Schwimmschnee entsteht, viel weniger offensichtlich als beispielsweise die Entstehung von Reif oder Triebschnee.